# Hermann Kracht
Hermann Kracht (* 14. Februar 1929 in Königslutter; † 29. September 2011 in Wolfsburg) war ein deutscher Bildhauer.
Von 1945 bis 1948 absolvierte er eine Steinbildhauerlehre bei dem Bildhauer Theo Schmidt-Reindahl, Fachschuldirektor der Steinmetzschule Königslutter. Zwischen 1948 und 1950 war er freier Mitarbeiter von Schmidt-Reindahl; dabei begegnete er auch dem Bildhauer und Graphiker Gerhard Marcks. 1950 bis 1951 war er Schüler bei Kurt Lehmann in Hannover, bevor er von 1951 bis 1954 die Werkkunstschule Hannover besuchte, die er mit dem Diplom abschloss.
Zwischen 1960 und 1990 arbeitete Kracht als Kunst- und Werkerzieher an Wolfsburger Haupt- und Förderschulen. Ab 1992 war er freiberuflich tätig und stellte seine Werke in der Hirtenhausgalerie aus, einem Fachwerkhaus aus dem Jahr 1685 im Wolfsburger Stadtteil Heßlingen. Seine bevorzugten Werkstoffe waren Stein und Holz. Zahlreiche Skulpturen befinden sich in Wolfsburg im öffentlichen Raum.
Hermann Kracht lebte bis zu seinem Tod in Wolfsburg.

## Arbeiten im öffentlichen Raum
- Lesendes Kind (2002) – Grundschule Wohltberg, Wolfsburg

| Personendaten    | Personendaten       |
| ---------------- | ------------------- |
| NAME             | Kracht, Hermann     |
| KURZBESCHREIBUNG | deutscher Bildhauer |
| GEBURTSDATUM     | 14. Februar 1929    |
| GEBURTSORT       | Königslutter        |
| STERBEDATUM      | 29. September 2011  |
| STERBEORT        | Wolfsburg           |